# 林声 (击剑运动员)
林声（1994年1月5日—）来自福建省福州市，是一名中国女子击剑运动员，主攻重剑。

## 战绩
她刚开始接触击剑时主攻的是花剑，后来她在进入福建省省队后改练习重剑，转项后她的成绩有显著提升。她曾参加2010年新加坡青奥，并获得女子个人重剑项目的冠军。2016年，她原本有机会入选里约奥运中国女子重剑队阵容，但因健康原因不得不放弃选拔机会。2021年7月，入选2020年夏季奥林匹克运动会中国代表团。